# George Green
George Green (14. červenec 1793 Sneinton (Nottingham) – 31. květen 1841 Nottingham) byl britský matematik a fyzik, jenž je autorem integrální Greenovy věty či konceptu dnes označovaného jako Greenova funkce.

## Životopis
Greenův životní příběh je výjimečný tím, že svých nejvýznamnějších výsledků dosáhl jako téměř úplný samouk. Narodil se v anglickém městečku Sneinton, které je dnes částí města Nottinghamu, a zde prožil i převážnou část svého života. Jeho otec byl pekař, jenž si postavil větrný mlýn, kde mlel obilí. George ve svém mládí chodil do školy jen přibližně jeden rok mezi svým osmým a devátým rokem.
V dospělosti George Green pracoval ve mlýně svého otce, po němž roku 1829, po jeho smrti, zdědil majetek. Není známo, kdy začal studovat matematiku. Vzhledem k tomu, že v jeho době byl intelektuální život v Nottinghamu značně omezený, je i pro historiky způsob, jakým Green získával informace o vědeckých pokrocích v matematice, obestřen záhadou. V Nottinghamu žil v té době jediný člověk s uznávaným matematickým vzděláním, John Toplis.
Roku 1828 vydal Green tiskem Pojednání o použití matematické analýzy na teorie elektřiny a magnetismu. V této stati uvedl několik významných myšlenek, mezi nimi teorém podobný Greenovu teorému, koncept potenciálových funkcí, který je používán v současné fyzice, a pojem dnes označovaný jako Greenovy funkce. Tuto práci Green vydal vlastním nákladem na základě subskripce 51 osob, z nichž většinu tvořili jeho přátelé, kteří pravděpodobně nemohli jeho vývodům rozumět. Jeden exemplář však zakoupil matematik Edward Bromhead, jenž Greena povzbuzoval, aby ve svém matematickém bádání pokračoval. Green jeho nabídku spolupráce zprvu považoval za neupřímnou a nereagoval na ni; obrátil se na něj teprve o dva roky později.
Když nakonec došlo k jejich vzájemnému kontaktu, Bromhead Greenovi umožnil roku 1833 vstoupit ve věku 40 let na univerzitu v Cambridge. Studoval velmi úspěšně a roku 1837 získal diplom. Poté byl přijat na fakultu „Gonville and Caius College“. Jeho další publikace zasahovaly do oborů optiky, akustiky a hydrodynamiky. Roku 1840 však vážně onemocněl a vrátil se proto do Nottinghamu. Tam pak následujícího roku zemřel.
Greenovi jeho práce během jeho života přinesla jen málo uznání ze strany ostatních matematiků. Znovu ji objevil a uvedl ve známost teprve roku 1846 Lord Kelvin.
Na univerzitě v Nottinghamu nese jméno George Greena univerzitní knihovna obsahující především spisy z oblasti inženýrských a přírodních věd. Roku 1986 byl zrestaurován Greenův větrný mlýn. V tomto objektu se dnes nachází muzeum věnované životu a dílu G. Greena a slouží také jako funkční příklad větrného mlýna z 19. století.